# Хакасия (футбольный клуб, Абакан)
«Хакасия» — российский футбольный клуб из Абакана. Основан в 1988 году. Лучшее достижение в первенстве СССР — 14 место в 4 зоне 2 лиги  1989 году.

## Прежние названия
- 1988—1997 — «Саяны»
- 1998 — «Саяны-Заря»
- 1999 — «Саяны»
- 2001 — «Риана»
- с 2009 — «Хакасия»

## Статистика выступлений в первенствах СССР и России
| Сезон            | Наимен. турнира | Число команд | И  | В | Н | П  | РМ   | О | М | Тренер      | Бомбардир | Примечание                                                                |
| ---------------- | --------------- | ------------ | -- | - | - | -- | ---- | - | - | ----------- | --------- | ------------------------------------------------------------------------- |
| Советский период |                 |              |    |   |   |    |      |   |   |             |           |                                                                           |
| 1989             | 2 лига, 4-зона  | 19           | 21 | 0 | 3 | 18 | 8-65 | 3 | - | Кульша П.А. | А.Рерих-3 | Дебют команды во 2-й лиге. После 1-го круга команда снялась с первенства. |